# Абдукция (логика)
Абдукция (от лат. ab- «c, от» + лат. dūcere «водить») — познавательная процедура выдвижения гипотез, иногда называемая также «выведение наилучшего объяснения»; метод логического мышления, цель которого — дать максимально правдоподобную интерпретацию тому, что считается истинным.
Абдукция представляет собой вид редуктивного вывода с той особенностью, что из посылки, которая является условным высказыванием, и заключения — вытекает вторая посылка. Например,
первая посылка: люди — смертны;
заключение: Сократ — смертен;
мы можем предположить, с помощью абдукции, что вторая посылка: Сократ — человек.
В истории логики идея абдукции в форме апагогии восходит к Аристотелю. В современное время абдукция впервые рассмотрена основоположником прагматизма и семиотики Ч. С. Пирсом, который систематически использует термин с 1901 года. Согласно Чарльзу Пирсу, существует три вида элементарных рассуждений: дедукция, индукция и абдукция.
Абдукция имеет широкое поле научного и прикладного использования, в том числе, в системах искусственного интеллекта. Как пишет Г.И. Рузавин: 

…абдуктивные рассуждения чаще всего используются для открытия эмпирических законов, которые устанавливают необходимые регулярные связи между наблюдаемыми свойствами и отношениями явлений. Теоретические законы не могут быть открыты таким путём, поскольку они содержат абстрактные понятия, которые нельзя наблюдать на опыте. Поэтому путь к ним идёт через гипотезы или системы гипотез, которые проверяются обычно путём логического вывода из них эмпирических законов. Как свидетельствует история науки, именно так фактически происходило открытие теоретических законов и построение целостных теорий и теоретических систем.